# Imparables
Imparables es el cuarto y último álbum de estudio del dúo puertorriqueño Magnate & Valentino. Fue publicado el 18 de junio de 2013 a través del sello discográfico colombiano Codiscos, con apoyo de El Bunker Productions. Como promoción, realizaron una presentación en Medellín, lugar donde se establecieron el año previo.
El álbum fue postergado en múltiples ocasiones antes de su fecha final en junio. Dentro de las colaboraciones, aparecen Ñengo Flow, Lui-G 21+, Jory, Gotay El Autentiko y Yelsid. Este fue su último material como dúo, debido a su separación a finales del mismo año.

## Lista de canciones
| N.º   | Título                                 | Duración |  |
| 1.    | «Hasta el amanecer»                    | 3:35     |  |
| 2.    | «A media luz» (con Lui-G 21+)          | 3:52     |  |
| 3.    | «Bésame la boca»                       | 3:20     |  |
| 4.    | «Hagamos el amor» (con Ñengo Flow)     | 4:33     |  |
| 5.    | «Con los 2 a la vez»                   | 4:00     |  |
| 6.    | «Sin ti»                               | 4:59     |  |
| 7.    | «Revivir la aventura» (con Jory Boy)   | 3:59     |  |
| 8.    | «Instinto animal»                      | 4:13     |  |
| 9.    | «El remate»                            | 3:44     |  |
| 10.   | «Te recuerdo» (con Gotay El Autentiko) | 2:53     |  |
| 11.   | «El Party»                             | 3:30     |  |
| 12.   | «Regresa ya» (con Yelsid)              | 3:51     |  |
| 46:10 |                                        |          |  |

## Créditos y personal
Adaptados desde las notas internas del álbum.
- Ramón Oliveira – Voz principal, composición.
- Peter González Torres – Voz principal, composición.
- “Pipe” Flórez – Composición, producción.
- Anderson Osorio Yarce – Composición.
- Maribel Molina – Composición.
- Hiram D. Santos Rojas – Voz invitada, composición.
- Edgar W. Semper, Xavier A. Semper (Mambo Kingz) – Composición, producción.
- Edwin Rosa Vázquez – Voz invitada, composición.
- Luis Torres Colón – Composición.
- Fernando Sierra – Voz invitada, composición.
- Michael Sánchez (DJ Elektrik) – Composición, producción.
- Walber Pérez – Composición.
- Alexis Gotay Pérez – Voz invitada, composición.
- Julio César Hurtado Restrepo – Composición.
- Aneudy Maysonet – Composición, producción.
- Yelsid Arbey Osorio Urtado – Voz invitada, composición.